# Valentino Pellarini
Valentino Pellarini, (nacido el 26 de octubre de 1919 en Capodistria, Italia y fallecido el 15 de mayo de 1992) fue un jugador de baloncesto italiano. Fue medalla de plata con Italia en el Eurobasket de Suiza 1946.
- Datos: Q4007760